# Stacy Dillard
Stacy Dillard (* um 1975) ist ein US-amerikanischer Jazzmusiker (Tenorsaxophon) des Modern Jazz.

## Leben und Wirken
Dillard wuchs in Muskegon Heights (Michigan) auf, wo er sich zunächst auf Leichtathletik konzentrierte, bevor er sich mit Musik beschäftigte. Er besuchte das College der Central State University in Wilberforce, Ohio. Bei einem Auftritt in Dayton wurde Wynton Marsalis auf ihn aufmerksam und ermunterte ihn, nach New York zu ziehen. Nach seinem Studienabschluss lebte er zunächst in Cincinnati, wo 2001 erste Aufnahmen mit Mike Wade (Trompete), Melvin Broach (Schlagzeug) und William Menefield (Piano) entstanden (The Broach Approach). In New York arbeitete er schließlich mit Musikern wie Winard Harper, Cindy Blackman, Lenny White, Norman Simmons, Frank Lacy, Wycliffe Gordon, Eric Reed, Roy Hargrove, Stefon Harris, Ernestine Anderson, Terell Stafford, Herlin Riley, John Hicks, Frank Wess, Mulgrew Miller, Clark Terry, Victor Lewis, Steve Wilson, Antonio Hart, Russell Malone, Lewis Nash, Mark Whitfield und mit der Mingus Big Band. Daneben leitete er eigene Bandprojekte, wie cPhyve, cPhour und The Other Side, letzteres eher R&B/Funk- und Hip-Hop-orientiert.
Des Weiteren leitet er mit Greg Glassman ein gemeinsames Quintett (Album Live at Fat Cat, 2012). Im Bereich des Jazz war er zwischen 2001 und 2018 an 44 Aufnahmesessions beteiligt.

## Diskographische Hinweise
- Tarbaby: Tarbaby (2006) mit J. D. Allen, Orrin Evans, Eric Revis, Nasheet Waits
- Elite State of Mind (MIH, 2006)
- cPhyve (MIH, 2006)
- One (Smalls, 2009)
- Good and Bad Memories (Criss Cross Jazz, 2010), mit Orrin Evans, Craig Magnano, Ryan Berg, Jeremy „Bean“ Clemons
- Dezron Douglas: Live at Smalls (Small Live, 2012), mit Josh Evans, David Bryant, Willie Jones III